# Shanghai Masters 2020
Shanghai Masters 2020 var en tennisturnering, der skulle have været spillet udendørs på hardcourt-baner af typen DecoTurf i Qi Zhong Tennis Center i Shanghai, Folkerepublikken Kina i perioden 11. - 18. oktober 2020 som sæsonens ottende og næstsidste turnering på ATP Tour i kategorien ATP Tour Masters 1000.
Turneringen blev imidlertid aflyst som følge af et dekret fra myndighederne i Folkerepublikken Kina, der på grund af COVID-19-pandemien forbød afholdelde af international sportsbegivenheder.